# Paraplectrone crassa
Paraplectrone crassa är en skalbaggsart som beskrevs av Miksic 1973. Paraplectrone crassa ingår i släktet Paraplectrone och familjen Cetoniidae. Inga underarter finns listade i Catalogue of Life.